# 玛格丽塔·扎拉菲
玛格丽塔·扎拉菲（義大利語：Margherita Zalaffi，1966年4月7日—），意大利前女子击剑运动员。她曾代表意大利参加1984年、1988年、1992年、1996年和2000年夏季奥林匹克运动会击剑比赛。